# Guye (häradshuvudort)
Guye (kinesiska: 古冶) är en häradshuvudort i Kina. Den ligger i provinsen Hebei, i den norra delen av landet, omkring 180 kilometer öster om huvudstaden Peking. Antalet invånare är 41 484.
Runt Guye är det tätbefolkat, med 319 invånare per kvadratkilometer. Närmaste större samhälle är Linxi, 2,2 km söder om Guye. Trakten runt Guye består till största delen av jordbruksmark.
Genomsnittlig årsnederbörd är 846 millimeter. Den regnigaste månaden är augusti, med i genomsnitt 199 mm nederbörd, och den torraste är januari, med 2 mm nederbörd.